# Элоян, Юрий Гарегинович
Ю́рий Гареги́нович Элоя́н (арм. Յուրիկ Գարեգինի Էլոյան; 13 июня 1941 — 14 января 2015) — советский, армянский режиссёр, педагог и актёр.

## Биография
Заведовал труппой Ереванского театра кукол им. Туманяна. Ставил спектакли в Ереванском ТЮЗе, а также теле- и радиоспектакли. Преподавал в Эчмиадзинском государственном колледже имени Вардгеса Амазапяна.
Элоян известен своими многими телевизионными и радиопостановками. Он верил, что современный театр нуждается в актерских индивидуальностях и должен основываться на актерском искусстве.
| Год  |   | Русское название                             | Оригинальное название         | Роль   |
| ---- | - | -------------------------------------------- | ----------------------------- | ------ |
| 2012 | ф | Невероятные приключения американца в Армении | англ. Lost & Found in Armenia | старик |

## Награды и признание
- Золотая медаль Союза театральных деятелей Армении (2011)[3]